# Баскетбол на Панамериканских играх 2015
Баскетбол на Панамериканских играх 2015 года в Торонто прошёл с 16 по 25 июля в Райерсон Атлетик Сентр. Медали разыгрывались в двух дисциплинах у мужчин и женщин. В соревнованиях приняли участие 191 спортсмен из 9 стран.

## Медали

### Общий зачёт
(Жирным выделено самое большое количество медалей в своей категории; принимающая страна также выделена)
| Место | Страна   | Золото | Серебро | Бронза | Всего |
| ----- | -------- | ------ | ------- | ------ | ----- |
| 1     | Канада   | 1      | 1       | 0      | 2     |
| 2     | Бразилия | 1      | 0       | 0      | 1     |
| 3     | США      | 0      | 1       | 1      | 2     |
| 4     | Куба     | 0      | 0       | 1      | 1     |
| Всего | Всего    | 2      | 2       | 2      | 6     |

### Медалисты
| Дисциплина | Золото | Серебро | Бронза |
| Мужчины    | Бразилия Жуан Пауло Батиста Витор Бените Аугусто Лима Рафа Лус Леонардо Мейндл Рафаэл Минейро Оливинья Раульзиньо Ларри Тейлор Маркус Толедо Рикардо Фишер Рафаэл Эттшаймайр | Канада Энтони Беннетт Диллон Брукс Сим Буллар Аарон Дорнекамп Карл Инглиш Джуниор Кадуган Дэниел Маллингс Мюррей, Джамал Эндрю Николсон Кайл Уилтьер Брейди Хеслип Мелвин Эджим      | США Рон Бэйкер Бобби Браун Малкольм Брогдон Дензел Валентайн Шон Лонг Кит Лэнгфорд Торин Принс Энтони Рэндольф Калеб Тарчевский Мело Тримбл Дамьен Уилкинс Райан Холлинс            |
| Женщины    | Канада Миранда Айим Натали Ачонва Ким Гоше Майя-Мари Ланглуа Лизанн Мерфи Киа Нерс Кэтрин Плуфф Мишель Плуфф Найо Рейнкок-Экунве Тамара Тейтем Шона Торбёрн Нирра Филдс      | США Софи Бруннер Морайя Джефферсон Элейна Коутс Кэролайн Койер Стефани Мавунга Келси Плам Тая Раймер Брианна Стюарт Тиффани Митчелл Кортни Уильямс Шатори Уокер-Кимбру Линней Харпер | Куба Сухитель Авила Ямара Амарго Зулейра Атиес Анислейди Галиндо Анислейди Гелис Исейдис Касанова Кления Нобле Лейдис Оквендо Франси Очоа Арлети Повеа Арленис Ромеро Марлен Сепеда |

## Место проведения
| Райерсон Атлетик Сентр |
| ---------------------- |
|                        |